# Водещият
„Водещият“ (на английски: Anchorman: The Legend of Ron Burgundy) е американски комедиен филм от 2004 г. на режисьора Адам Маккей (в режисьорския си дебют), продуциран от Джъд Апатоу и участват Уил Феръл, Кристина Апългейт, Пол Ръд, Стийв Карел, Дейвид Кьохнер и Фред Уилард. Премиерата на филма е на 9 юли 2004 г. в Съединените щати.
Продължението – „Водещият 2: Легендата продължава“, е пуснат на 18 декември 2013 г., докато „Парамаунт Пикчърс“ замества „Дриймуъркс Пикчърс“ като разпространител.